# The Killing Box (Prison Break)
The Killing Box este al  13-lea episod din sezonul al 2-lea al serialului de televiziune Prison Break.